# Richard Loncraine
Richard Loncraine (ur. 20 października 1946 w Cheltenham) – brytyjski reżyser, sceanarzysta i producent filmowy.

## Życiorys
Urodził się w Cheltenham, w hrabstwie Gloucestershire, w dystrykcie Cheltenham w Anglii. Początkowo chciał zostać scenografem. Studiował rzeźbę w Central School of Art, a następnie uczęszczał do Royal College of Art Film School. Jako pierwszy stworzył chromowaną kołyskę Newtona. Przez trzy lata pracował dla telewizji BBC, gdzie reżyserował filmy dokumentalne i programy edukacyjne programy, zanim realizował reklamy. Brał udział nad efektami specjalnymi przy realizacji dramatu Johna Schlesingera Ta przeklęta niedziela (Sunday, Bloody Sunday, 1971), gdzie u boku Peterem Finchem i Glendy Jackson zagrał rolę partnera Boba Elkina (Murray Head).
W 1975 zadebiutował jako reżyser dramatem muzycznym Flame z Noddym Holderem. Film nie tylko został dobrze przyjęty zarówno przez krytyków, jak i publiczność, ale także zrodził owocną wieloletnią współpracę z aktorem Tomem Conti. Następnie Loncraine spróbował swoich sił w kilku innych gatunkach, w tym w horrorze Full Circle (The Haunting of Julia, 1977) z Mią Farrow, dreszczowcu szpiegowskim Blade on the Feather (1980) z Donaldem Pleasence, komedii Misjonarz (The Missionary, 1982) z Maggie Smith i dreszczowcu psychologicznym Syrop z siarki i piołunu (Brimstone & Treacle, 1982) z udziałem Stinga. 
Po realizacji dramatu kryminalnego Bellman and True (1987) z Bernardem Hillem Loncraine zrobił sobie przerwę, po czym wrócił z dramatem Prezent ślubny (Wide-Eyed and Legless, 1993). Został zastąpiony przez Wolfganga Petersena przy realizacji dramatu science-fiction Mój własny wróg (1995). W 1996 zdobył Srebrnego Niedźwiedzia dla najlepszego reżysera na 46. MFF w Berlinie za Ryszarda III (1995). W 2002 otrzymał nagrodę Emmy za wkład w uznaną miniseriale HBO Kompania braci (Band of Brothers).

## Filmografia

### Reżyseria
- 1975: Flame
- 1977: Full Circle
- 1979: Secret Orchards (film TV)
- 1980: Blade on the Feather (film TV)
- 1982: Misjonarz (The Missionary)
- 1982: Syrop z siarki i piołunu (Brimstone and Treacle)
- 1987: Bellman and True
- 1993: Wide-Eyed and Legless (film TV)
- 1995: Ryszard III (Richard III)
- 2001: Kompania braci (Band of Brothers) (serial TV, odc. Day of Days)
- 2002: Wzbierająca burza (The Gathering Storm) (film TV)
- 2003: Mój dom w Umbrii (My House in Umbria) (film TV)
- 2004: Wimbledon
- 2006: Firewall
- 2009: Zawsze tylko ty (My One and Only)
- 2010: Władcy świata (The Special Relationship) (film TV)
- 2014: Przeprowadzka (5 Flights Up)
- 2017: Do zakochania jeden krok (Finding Your Feet)

### Scenariusz
- 1975: Professor Popper's Problem
- 1987: Bellman and True
- 1995: Ryszard III (Richard III)

## Nagrody
- Nagroda Emmy Najlepsza reżyseria miniserialu, filmu telewizyjnego lub dramatycznego programu specjalnego: 2002 Kompania braci
- Nagroda na MFF w Berlinie
  - Srebrny Niedźwiedź dla najlepszego reżysera: 1996 Ryszard III
  - Nagroda Jury Ekumenicznego: 2009 My One and Only